# Michel Guermacheff
Michel Guermacheff, né le 13 août 1867 à Vovtchansk (Oblast de Kharkiv) et mort le 27 février 1944 à Nanterre, est un peintre russe.

## Biographie
Mikhaïl Guermachev (son vrai nom est Bubelo) est le fils de Markiane Germacheff et de Prassovie Pristinski, dans une famille noble.
Il est diplômé de l'École de peinture, de sculpture et d'architecture de Moscou, où il a étudié auprès de O. Savrasov, V. Makovsky, et V. Polenov.
À la fin du XIXe siècle, ses paysages enneigés deviennent populaires. En 1897, le tableau Snow Fell remporte le premier prix de la Société des amoureux d'art de Moscou, il est acheté par Pavel Tretiakov. De nombreuses reproductions de ses œuvres sont publiées dans les magazines Niva et Ogoniok, et une série de cartes postales avec ses paysages a été éditée.
Dans les années 1920, il est contraint d'émigrer en France, où il épouse Augustine Massiot (1868-1926).
En 1927, il expose à la galerie Léon Girard (18, rue Drouot).
Il meurt à son domicile de Nanterre à l'âge de 76 ans.